# Мейрамов, Тилектес Уахитович
Тилектес Уахитович Мейрамов (род. 5 мая 1948) — советский и казахский актёр кино и театра, театральный педагог, профессор, Народный артист Казахстана (1996).

## Биография
Родился 5 мая 1948 года в селе Кокпекты Бухар-Жырауского района Карагандинской области.
В 1971 году окончил актерский факультет Казахской национальной консерватории им. Курмангазы (бывший Алматинский государственный институт искусств) под руководством народного артиста Казахской ССР профессора Аскара Токпанова и народной артистки СССР профессора Шолпан Жандарбековой.
С 2011 по 2016 год учился заочно в Институте искусств им. Б.Бейшеналиева по специальности «Режиссура» (Кыргызская Республика).

## Трудовая деятельность
• 1971—1989 — артист Казахского академического драматического театра им. М. Ауэзова
• 1984—2007 — преподаватель Академии Искусств им. Т. Жургенова
• 1989—1990 — начальник отдела театра Министерства культуры Казахстана
• 1990—2001 — артист Казахского академического драматического театра им. М. Ауэзова
• 2001—2007 — директор, художественный руководитель Государственного академического театра юношества и юношества им. Г. Мусрепова
• 2007- н. вр. — профессор Казахский Национальный Университет искусств
• 2007—2011 — художественный руководитель Молодежного театра Астаны
• С 2011 года по настоящее время — актер Казахского государственного академического музыкально-драматического театра имени Калибека Куанышбаева

## Роли в театре
• И. Гаип «Чингисхан» — Чингисхан
• Г.Мусрепов «Козы Корпеш — Баян Сулу» — Карабай
• Е. Джуасбек «Антивирус» — Асан
• Т. Джуденоглу «Лавина» — старший
• Г.Мусрепов «Акан сери — Актокты» — Науан
• Р. Отарбаев «Бестеневой пассажир» — Отец
• Ж. Ануи «Жанна д’Арк проглотила пламя» — Кошан
• В. Ежов «Летящие журавли» — Лукьянов
• М. Ауэзов «Абай» — Абай и др.

## Роли в кино
• Казахское ханство (сериал)
• Когда ангелы спят
• Путь лидера. Огненная река. Железная гора | Көшбасшы жолы — Байкен Ашимович Ашимов
• Жау жүрек мың бала — Назар
• К вам едет доктор Ахметова — Толеген
• Земля обетованная (Жеруйык) — Мирзагали
• Стрелок Хомучи
• Абулхаир-Хан — Барак султан
• Три дня праздника
• Серебряный рог Ала-Тау (Күміс мүйіз Алатау) — Базарбай

## Семья
• Жена — Мейрамова Жумагуль — заслуженная артистка Республики Казахстан.
• Дочь — Мейрамова Сабина Тлектесовна, магистр искусств.

## Награды и звания
1. Заслуженный артист Казахской ССР (1984)
2. Народный артист Казахстана (1996)
3. Профессор
4. Отличник образования Республики Казахстан
5. Орден «Курмет»
6. Медаль «Ветеран труда» (2015)
7. Орден «Парасат» (2020)